# غوران سفينسون
غورَان سفينسون (بالسويدية: Göran Svensson)‏ هو منافس ألعاب قوى سويدي، ولد في 8 مارس 1959، وتوفي في 6 أكتوبر 1995.

## روابط خارجية
- غورَان سفينسون على موقع الاتحاد الدولي لألعاب القوى (الإنجليزية)